# Mozilla Application Suite
Mozilla Suite (původně pouze Mozilla, též známý pod kódovým označením SeaMonkey) je svobodný, multiplatformní balík internetového softwaru, jehož části tvoří webový prohlížeč, e-mailový klient, HTML editor a IRC klient. Vývoj započala Netscape Communications Corporation, v letech 1998 až 2003 jej vyvíjela organizace Mozilla a poté jej převzala nově vzniklá organizace Mozilla Foundation.
Součástí balíků jsou ve verzi 1.7.x:
- webový prohlížeč
- e-mailový klient
- editor webových stránek
- ChatZilla
- několik rozšíření jako DOM Inspektor či Venkman

Balík aplikací Netscape byl ve verzích 6 a 7 založen právě na Mozilla Suite. Dalším klonem, byť s krátkým životem, byl Beonex Communicator.
Na jaře 2005 oznámila Mozilla Foundation ukončení dalšího vývoje Mozilla Suite. Poslední verzí se stala 1.7.13, která byla vydána 21. dubna 2006. Dalšího vývoje se ujala skupina dobrovolníků, která vytváří balík SeaMonkey, který je neoficiálním nástupcem Mozilla Suite.

## Historie
V březnu 1998 uvolnil Netscape zdrojové kódy svého balíku Netscape Communicator pod open-source licencí. Zároveň založil organizaci Mozilla, jež měla koordinovat vývoj balíku Mozilla. Původní záměr vývoje na existujícím zdrojovém kódu se však ukázal jako nereálný. Po letech vývoje se kód stal nabotnalý, příliš komplexní a trpěl celou řadou problémů. Některé části navíc nemohly být vydány jako open-source, protože se jednalo o produkty třetích stran.
Padlo tedy rozhodnutí celý kód přepsat, což bylo zveřejněno v plánu vývoje 26. října 1998. Cílem bylo vytvořit celou novou platformu včetně nového renderovacího jádra. Následně na to rezignoval formálně hlavní vývojář Netscape Jamie Zawinski. Ve svém dopise na rozloučenou byl plný zklamání, rozčarování a únavy .
První ukázka nově vytvářeného renderovacího jádra (tehdy ještě pod názvem NGLayout, nyní znám jako Gecko) byla vydána 8. prosince 1998. Bylo menší a rychlejší než předchůdce (Mariner) a vešlo se na jednu disketu. Vzhledem k počátečnímu stádiu vývoje bylo nestabilní a s řadou chyb.
Mozilla (kódové označení „SeaMonkey“) se měla stát platformou pro webové aplikace s plně programovatelným uživatelským rozhraním a modulární architekturou. Mozilla měla kromě webového prohlížeče též funkčně pokrýt e-mailového klienta, klienta pro instant messaging a další sadou aplikací pro práci s webem.
Vzhledem k rozsáhlému přepisování kódu se celý projekt neustále zpožďoval, řady skeptiků rostly a mnoho lidí se domnívalo, že finální Mozilla nikdy nespatří světlo světa. Verze 1.0 byla nakonec vydána 5. června 2002 a byla nabízena pro operační systémy Microsoft Windows, Linux, Mac OS a Solaris. Uživatelům přinesla na tu dobu inovativní funkce jako rozsáhlou správu soukromí, nevyžádaných oken či třeba cookies.
15. července 2002 společnost AOL, tehdy již majitele Netscape, rozhodla, že se již dále nebude v projektu angažovat a převedla jej na nově vzniklou neziskovou organizaci Mozilla Foundation. Na tu byly převedeny ochranné známky a počáteční finance na fungování projektu.
Pod nově vzniklou nadací vývoj balíku pokračoval, ale jako daleko více perspektivní se začaly vidět samostatné aplikace jako webový prohlížeč Mozilla Firefox (tehdy ještě pojmenován jako Phoenix) či e-mailový klient Mozilla Thunderbird (původně Minotaur). Nakonec 10. března 2005 bylo oznámeno, že již nebude vydána žádná další verze tohoto balíku a poslední stabilní verzí se tak stala verze 1.7.x.
Balík však nezanikl. Krátce na to se jej ujala skupina dobrovolníku a 2. července 2005 oznámili nově vzniklý balík s názvem SeaMonkey, který plynule navázal a stal se tak neoficiálním nástupcem balíku Mozilla Suite.

## Vlastnosti
Balík Mozilla Suite s sebou přinesl celou řadu zajímavých vlastností

### Podporu pro řadu platforem
Mozilla Suite je k dispozici pro řadu platforem. Primární platformy jsou:
- Microsoft Windows (od verze 95 až po XP)
- Mac OS X
- Linux

Díky řadě dobrovolníků je však k dispozici i pro řadu jiných platforem jako třeba BeOS či Solaris.
Z pohledu multiplatformnosti je důležitou technologií XUL (rozšiřitelné uživatelské rozhraní eXtensible User-interface Language). Je to na XML založená, přenositelná technologie uživatelského rozhraní. Tato technologie umožňuje vývojářům definovat systémově nezávislý grafický uživatelský interface, použitím směsi XML, HTML, CSS a ECMAScriptu (JavaScript).

### Podpora standardů
Balík má velmi dobrou podporu celé řady webových standardů. Renderovací jádro Gecko, která slouží k vykreslování webových stránek a grafického rozhraní, má podporu standardů jako HTML, XML, XHTML, CSS, JavaScript, DOM, MathML, DTD, XSL či třeba XPath.

### Lokalizace do řady jazyků
Díky přispěvatelům v různých končinách planety byl balík k dispozici v 36 jazycích včetně češtiny. Lokalizaci bylo možné provádět bez nutnosti znalosti programování, stačil obyčejný textový editor. K lokalizaci rozšíření Mozilla Application Suite se často používal systém BabelZilla (téměř tisíc rozšíření).

### Nástroje pro vývoj webu
Součástí instalačního balíčku jsou tří nástroje, které pomáhají tvůrcům webu: DOM Inspector, Venkman a Konzola JavaScriptu. Až na Konzolu JavaScriptu se jedná o nástroje, jejichž instalace je volitelná.

### Použitelnost a přístupnost
Mozilla podporuje prohlížení v panelech, což umožňuje otevřít více webových stránek v rámci jednoho okna webového prohlížeče. Prohlížeč z balík se též řadí do skupiny prohlížečů, které umějí blokovat nevyžádaná okna. Silnou stránkou prohlížeče je též rychlé vyhledávání obsahů a odkazů na webové stránce.
E-mailový klient obsahuje velmi účinný nástroj na filtrování nevyžádané pošty (spamu).

### Nastavitelnost
Balík je velmi dobře konfigurovatelný a to jak přes rozsáhlý dialog předvoleb, tak přes konfigurační stránku about:config. Další funkcionalitu lze přidávat pomocí rozšíření. Vzhled aplikace lze měnit pomocí motivů vzhledu.

### Bezpečnost
Balík si zakládal na bezpečnostní politice, která se snažila rychle reagovat na nalezené bezpečnostní chyby. Jedním z kroků pro zvýšení bezpečnosti byla i snaha, aby nalezené chyby byly naleziteli hlášeny přímo vývojářům. Za nalezenou závažnou chybu byla (a stále je) vyplácena finanční odměna 500$.

## Historie verzí
Níže je seznam verzí, které byly vydány od verze 1.0. Poslední vydanou verzí je 1.7.13, která byla vydána 21. dubna 2006.
| Verze | Datum vydání           |
| ----- | ---------------------- |
| 1.0   | 5. června 2002         |
| 1.1   | 26. srpna 2002         |
| 1.2   | 26. listopadu 2002     |
| 1.3   | 13. březen 2003        |
| 1.4   | 30. června 2003        |
| 1.5   | 15. října 2003         |
| 1.6   | 15. ledna 2004         |
| 1.7   | 17. června 2004        |
| 1.8   | Nakonec nebyla vydána. |